# کریستال مایع ستونی
گروهی از کریستال‌های مایع می‌توانند به حالت ستونی وجود داشته باشند. حالت ستونی حالتی است که مولکول‌های تشکیل‌دهنده کریستال‌های مایع که می‌توان آن‌ها را به دیسکی تشبیه کرد روی هم قرار گرفته و ستون‌هایی را تشکیل می‌دهند. 
در ابتدا این گروه از کریستال‌های مایع ٫کریستال‌های مایع دیسکی نامیده می‌شدند. زیرا هر ستون از روی هم چیده شدن صفحات دیسک مانند مولکول‌ها روی هم درست می‌شود. تحقیقات اخیر نشان داده‌است که بعضی از کریستال‌های مایع ستونی از واحدهای غیر دیسکی ساخته می‌شوند در نتیجه بهتر است به این گروه از مواد کریستال‌های مایع ستونی گفته شود. 
کریستال‌های مایع در سال ۱۸۷۷ توسط اتو لهمان کشف شدند ولی کریستال‌های مایع ستونی صد سال بعد یعنی در سال ۱۹۷۷ توسط چاندراسخار و همکارانش مشاهده شدند.

## ساختار مولکولی

نمونه‌ای از ساختار مولکولی یک کریستال مایع ستونی

مولکولهایی که کریستال‌های مایع ستونی را به وجود می‌آورند معمولاً از یک هسته با ساختار حلقوی آروماتیک تشکیل می‌شوند که سفت و مسطح است و شکل دیسک مانند دارد. زنجیره‌های آلیفاتیک که انعطاف‌پذیر هستند توسط گروه‌های دو قطبی مانند اکسیژن٫ اتر٫ استر و... به این هسته آروماتیک چسبیده‌اند. هسته آروماتیک خصوصیات کریستالی را به وجود می‌آورد و زنجیره‌های انعطاف‌پذیر خصوصیات مایع مانند را ایجاد می‌کنند. هسته آروماتیک و گروه دو قطبی خصوصیات پایه‌ای مولکول مانند٫ باند غیرمجاز انرژی و در نتیجه گیرنده یا دهنده بودن مولکول را مشخصی می‌کنند. زنجیره‌های انعطاف‌پذیر هم دمایی که در آن کریستال مایع به وجود می‌آید را تعیین می‌کنند. 
در شکل روبرو واحد دیسک مانند همراه با مولکولی که آن را درست می‌کند نشان داده شده‌است.

## دسته بندی کریستالهای مایع ستونی

مقایسه فاز مایع با فاز کریستال مایع نماتیک

کریستال‌های مایع ستونی با توجه به ساختارشان و چگونگی قرار گرفتن ستون‌ها به چند دسته تقسیم می‌شوند. گروه اول کریستال‌های مایع ستونی ٍنماتیک هستند که هیچ نظم دور بردی ندارند. به این معنی که در یک منطقه نسبتا بزرگ از کریستال مایع نظمی که تکرار شود دیده نمی‌شود. چیدمان مولکول‌ها در این دسته نسبت به دسته‌های دیگر از نظم کمتری برخوردار است. در حالت نماتیک مولکول‌ها تقریباً در صفحات موازی هم جاگیر می‌شوند و در حالی که در این صفحات می‌توانند حرکت انتقالی و چرخشی داشته باشند٫ در جهت عمود به این صفحات آزادی کمی دارند. دسته‌های دیگر با توجه به نظم دوربردی که دارند و شبکه‌ای که در دو بعد (درون صفحات حاوی دیسکها) تشکیل می‌دهند نامگذاری می‌شوند: شش ضلعی٫ مستطیل٫ چهارگوش و مورب.

آرایش موازی با سطح planar و آرایش عمود بر سطح homeotropic

دسته بندی دیگر کریستال‌های مایع ستونی بر اساس قرارگیری ستون‌ها نسبت به سطحی است که کریستال مایع روی آن قرار دارد. اگر ستون‌ها عمود بر سطح باشند (دیسک‌ها موازی سطح) به آن آرایش هومئوتروپیک 
(homeotropic) می‌گویند و اگر ستون‌ها موازی سطح باشند (دیسک‌ها عمود به سطح) به آن آرایش تخت (planar) می‌گویند.

## کاربردهای تجاری
در این مواد تحرک‌پذیری بار در جهت ستون‌ها افزایش می‌یابد. در نتیجه این مواد در جهت ستون‌ها رسانا و در جهت عمود به ستون‌ها نارسانا هستند. از طرف دیگر این مواد دارای خاصیت خودساماندهی هستند. این دو خصوصیت باعث توجه به این مواد برای کاربرد در سلول‌های خورشیدی و نیز در دیودهای نوری شده‌است که با استفاده از مواد آلی ساخته می‌شوند.
استفاده از این مواد در سلول خورشیدی و دیود نوری هنوز در مرحله تحقیق قرار دارد و به بازار راه نیافته‌است.